# José C. Cortés
José C. Cortés (1897/98 - [...?] fou un músic filipí).
Des d'infant donà proves de gran aptitud per l'art musical, i encara no havia complert els deu anys, que ja deixava bocabadats als públics amb els prodigis que feia al piano.
També destacà al violí, i és autor de diverses composicions, entre les quals destaquen la titulada Remenbranzas i els valsos Mis primeros pasos i Rocio oriental.